# Columnea aurantia
Columnea aurantia är en tvåhjärtbladig växtart som beskrevs av Wiehler. Columnea aurantia ingår i släktet Columnea och familjen Gesneriaceae. Inga underarter finns listade i Catalogue of Life.